# Liberia
För andra betydelser, se Liberia (olika betydelser).
Liberia, formellt Republiken Liberia, är en stat i Västafrika vid Atlanten, gränsande till Guinea, Sierra Leone och Elfenbenskusten. Liberia är Afrikas äldsta republik och dess näst äldsta självständiga stat, efter Etiopien. Landet bildades 1847, som ett land för frigivna amerikanska slavar.
Landets huvudstad är Monrovia. Landytan är 97 000 km², och invånarantalet var 2022 drygt 5,3 miljoner. Liberia är till stora delar täckt av regnskog, och i landet finns bland annat gruvbrytning av järnmalm.

## Namn
Liberia skapas ursprungligen som ett hem för befriade afroamerikanska slavar. Namnet bygger på det latinska ordet för fri- "liber".

## Historia

### Tidig historia
Kusten där Liberia nu ligger besöktes på 1400-talet av Pedro de Sintra och kartlades av portugiser men kom under de följande århundradena att bli föremål för tvister mellan köpmän av olika europeiska nationer.
Under 1400- och 1600-talen förekom flera stora rörelser bland de etniska grupperna i området som idag utgör Liberia. Källor berättar om de etniska grupper som också finns i dag, däribland vai-, mandingo- och kru-folken. Den ökande kontakten med européer längs kustremsan ledde till ytterligare intensifiering av migration till området. Migrationen stimulerade av handeln med elfenben, slavar och timmer och migrationen fortsatte in på 1800-talet. Under 1800-talet kom flera av de etniska grupper som idag finns i Liberia att bosätta sig i området.

### American Colonization Society

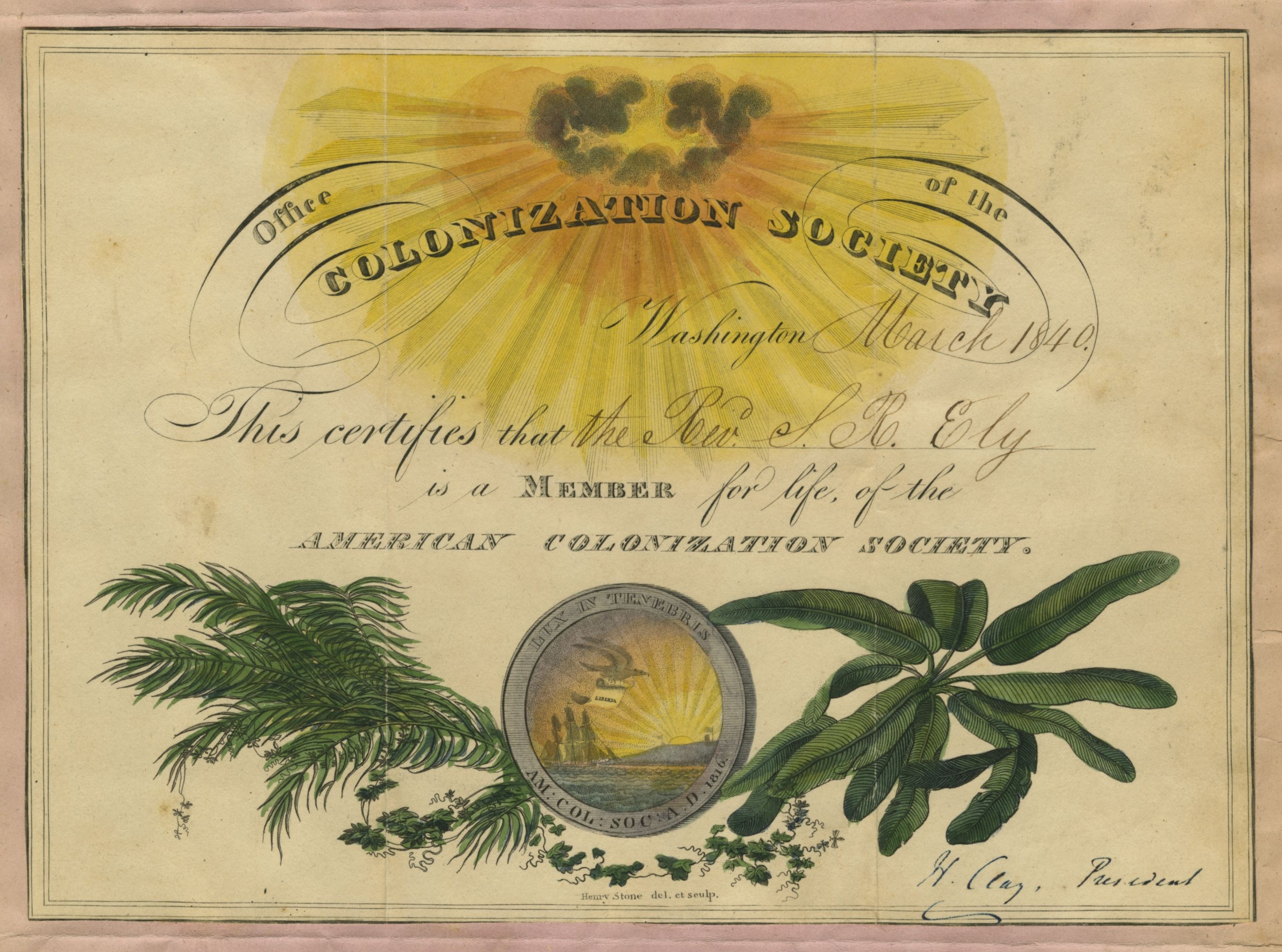

American Colonization Society, ACS, tilltvingade sig år 1821 ett landområde vid Kap Mesurado från en lokal hövding och inom de närmaste åren skeppades 6000 frigivna slavar från huvudsakligen bomullsplantagerna i de amerikanska sydstaterna Virginia, Georgia och Maryland dit. ACS hade för avsikt att ge frigivna slavar i USA en fristad i Afrika. Det främsta motivet till detta var att både slavägare och politiker i USA var rädda för att de frigivna slavarna skulle uppmana till ett slavuppror, och man såg därmed en lösning på detta genom att skicka dem till Afrika. ACS hade visst stöd av den amerikanska regeringen och sydstatsguvernörer. Huvudstaden Monrovia som grundades 1822 uppkallades efter den amerikanske presidenten James Monroe.
Grundarna av kolonin var vita, som Jehudi Ashmun och prästen Robert Gurley, den senare var den som år 1824 gav kolonin namnet Liberia.

### Självständighetstiden
ACS ledde den nya kolonin under de kommande 26 åren fram till 1847, då organisationen höll på att gå i konkurs. Man löste detta genom att detta år utropa Liberia som självständig republik, Afrikas äldsta, trots att landet inte var i närheten av att vara ekonomiskt redo att stå på egna ben. ACS byggde upp den nya republiken efter amerikansk förebild, statsskicket baserades på det amerikanska, likaså landets flagga och dess konstitution (som skrevs i Washington, D.C.) liknade den amerikanska. Namnet Liberia kommer av det latinska ordet liber, som betyder 'fri', och de nya invånarna kallade sig americo-liberians. I det nya landet försökte de leva ett liv som påminde om godsägarna i Amerika, med motsvarande klädsel – frack, vita handskar och krinoliner. Få amerikoliberianer var läs- och skrivkunniga eller hade yrkeskunskaper. 1857 utvidgades Liberia med Maryland, ett område i sydöstra Liberia vid Kap Palmas. 1834 upprättade republik.
Snart blev de olika ursprungsstammarna i landet paradoxalt nog förslavade och till och med sålda som slavar till andra kolonier som Guayana och Fernando Póo (som numera ingår i Ekvatorialguinea). Detta pågick fram till slutet på 1920-talet då Nationernas förbund intervenerade. Långt innan det vita sydafrikanska apartheidsystemet skapades, tillämpades det i Liberia mellan svarta och svarta, med otillåtna kontakter och framför allt förbjudna äktenskap.
Americo-liberianerna, som var en 10-procentig minoritet, lyckades regera över resten av landets befolkning som betraktades som lågstående vildar.
Allmän rösträtt infördes i Liberia 1944. Under sitt första decennium som självständig stat var Liberia i stark ekonomisk beroendeställning av USA, som utnyttjade detta i syfte att få förmånlig tillgång till landets stora tillgångar på framför allt gummi, timmer och diamanter, råvaror som USA behövde. Efter mångåriga tvister blev Liberias gränser år 1892, genom fördrag med Frankrike och Storbritannien, slutgiltigt reglerade. År 1912 ställdes dock Liberias affärer under USA:s kontroll. Liberia gick 1917 in i första världskriget genom att förklara Tyskland krig. Landets enda krigsfartyg, en ångare, sänktes dock av tyskarna år 1918.
Många amerikanska företag exploaterade under början av 1900-talet landets resurser på det liberianska folkets bekostnad. Det mest kända av dessa företag var Firestone Rubber som från 1920-talet i praktiken kom att kontrollera hela landets ekonomi genom att mot lån till staten arrendera större delen av landytan och därtill fungera som största arbetsgivaren i landet. Affärerna gynnade den lilla rika americo-liberianska minoriteten, medan resten av befolkningen förblev fattig och landet underutvecklat. President Edwin Barclay försökte på 1930-talet bryta låneavtalen med Firestone, något som ledde till att USA vägrade erkänna honom som president.

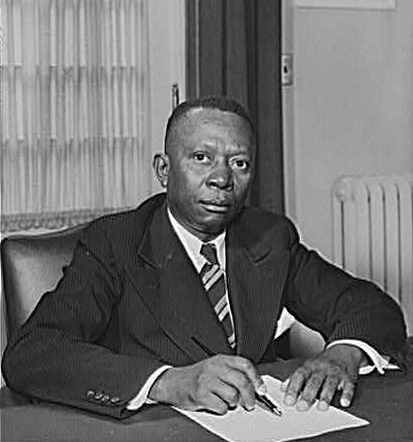
William Tubman år 1943.

Americo-liberianerna och deras ättlingar styrde landet genom ett enpartisystem under True Whig Party och dess "politbyrå" The National Executive ända till 1980-talet. Partiet förde under större delen av sin tid vid makten en omfattande isoleringspolitik och fram till början av 1940-talet var landet slutet och isolerat. Det enda land regeringen i praktiken hade politiska förbindelser med var USA.

### Under Tubman 1944–1971
President William Tubman som styrde landet mellan 1944 och sin död 1971 försökte smälta samman den americo-liberianska eliten (ungefär 3 % av befolkningen). Han genomförde ett flertal stora reformer däribland införde han allmän rösträtt för män, och senare för kvinnor, dock med ett enpartistyre. Under hans tid infördes också äganderätt för kvinnor över 21 år likväl som det infördes ett offentligt skolsystem över hela Liberia..

### Under Tolbert 1971–1980
William R. Tolbert valdes till president efter Tubmans död. Då hade han varit vice president i 20 års tid. Han blev den sista americo-liberianska presidenten och innehade presidentämbetet fram till 1980 då han mördades. Tolbert ville arbeta bort den korruption som vuxit fram under Tubmans tid som president. Han ville också arbeta för att stärka ekonomin som stagnerat under hans föregångare. Men istället blev Tolbert själv känd för omfattande korruption och förtryck, med hundratals dödade demonstranter som demonstrerade för bröd och vatten, och den ekonomiska situation i landet ledde till ökat tryck. I mars 1980 kallade oppositionsledare till generalstrejk och Tolbert svarade med att ledarna fängslades. Det blev den tändande gnistan till en kupp som ledde till hans död.

### Under Doe 1980–1990

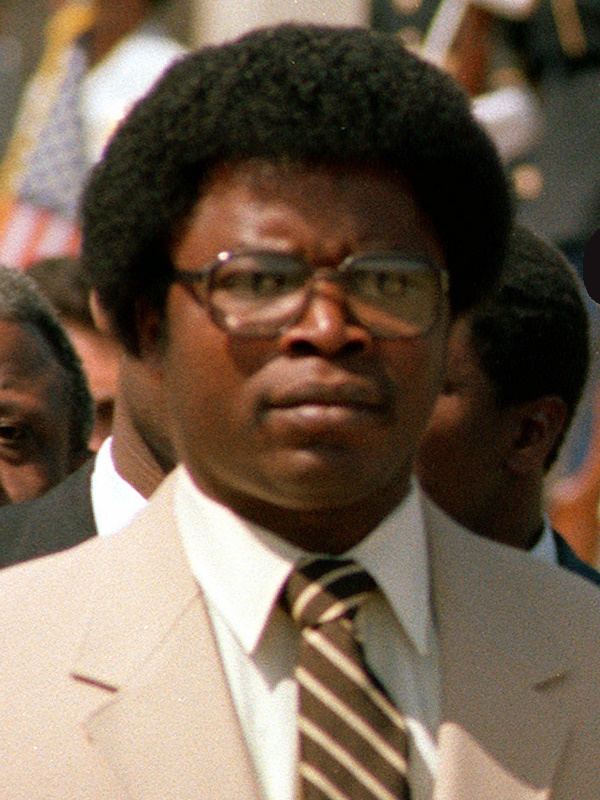
Samuel K. Doe utanför Pentagon den 18 augusti 1982.

1980 ledde sergeant Samuel K. Doe, som tillhörde inhemska stammen Krahn, en militärkupp och avrättade (styckade med machete) den sittande presidenten William R. Tolbert samt lät döda tretton av hans ministrar.
Doe utropade sig som president, även om han hade mycket oklar bild av vad en sådan förväntades göra. Doe avskaffade författningen och styrde landet som en diktator fram till år 1984 då en ny författning antogs och ett provisoriskt parlament utsågs. USA stödde Does regim med stora ekonomiska bidrag (upp till 80 miljoner US-dollar per år, vilket under åren 1980–1985 var en tredjedel av Liberias BNP). USA ställde krav på fria och rättvisa val i Liberia mot att fortsätta betala ut bistånd och den 16 oktober 1985 planerades val.
Doe hade som vana att förebygga potentiella uppror genom att preventivt avrätta de eventuella "misstänkta". Den 12 november 1985 försökte hans tidigare överbefälhavare Thomas Quiwonkpa, från Griostammen, att iscensätta en statskupp. Han hackades i bitar och bland annat hans hjärta förtärdes i en kannibalistisk ritualmåltid. Ytterligare ett hundratal anhängare blev avrättade. Valet hölls och Doe vann troligtvis genom valfusk. År 1987 försökte USA hjälpa till att reda ut landets finanser med hjälp av 17 ekonomiexperter, vilket förutom att omfattande förskingring påvisades, misslyckades. Efter att totalt bidragit med en halv miljard dollar beslutades år 1989 att sluta stödja Doe ekonomiskt. Samma år, 1989, ledde Does brutala ledarstil i kombination med favoriterna av hans egen stam, Krahn, till uppror i östra Liberia. I juli 1990 hade upproret nått huvudstaden Monrovia. Men Doe vägrade ge upp mot rebellerna. Inbördeskriget eskalerade och han blev senare tillfångatagen och mördad.
Att han klarade sig vid makten till år 1990 tolkade den voodoo-påverkade allmänheten som att han besatt magiska krafter och skyddades av starka besvärjelser. Doe omgav sig med krahnfolket, som till stor del var analfabeter och levde utan kontakt med moderniteter (som bilar, städer och skor) och klamrade sig fast vid makten genom att mörda alla potentiella utmanare.

### Första inbördeskriget
Charles Taylor, som var tidigare minister hos Doe och flydde landet efter en korruptionsskandal år 1984, startade med hjälp av Libyen och Burkina Faso på julafton 1989 ett inbördeskrig mot Doe med hjälp av National Patriotic Front of Liberia (NPFL) från Elfenbenskusten och tillsammans med en annan tidigare Doe-anhängare, Prince Yormie Johnson, från Giostammen och hans rebeller. Under Does regeringstid hade det americo-liberianska maktmonopolet försvagats och invasionen tolkades därför som ett försök från att återställa maktmonopolet.
År 1990 tog Nigeria initiativ till att försöka återställa stabilitet och fred i landet genom en militär intervention under ledning av ECOWAS och ECOMOG. Flera Västafrikanska länder, bland annat Ghana, deltog. Detta gjordes genom att försöka hindra Taylor att ta kontroll över huvudstaden Monrovia. President Doe tillfångatogs och mördades av en annan NPFL-fraktion under videofilmad tortyr av Johnson medan han avkrävdes sitt kontonummer (videon såldes därefter på marknaderna). Därefter tillsatte ECOWAS-styrkan en interimsregering under Amos Sawyer. Taylor kontrollerade större delen av landsbygden även efter att en ny regering utsetts.
Antalet regionalt, eller etniskt baserade, väpnade grupper ökade under början av 1990-talet. Inbördeskriget i Liberia bidrog också till att inbördeskriget i grannlandet Sierra Leone utlöstes. Över 600 000 liberianer drevs på flykt till grannländerna och en miljon invånare i Liberia blev hemlösa. Minst 150 000 människor beräknas ha dödats i kriget.
ECOWAS genomdrev tio fredsavtal men lyckades inte stoppa striderna. Men det elfte avtalet, som undertecknades i Nigerias huvudstad Abuja år 1996, ledde till vapenvila och en övergångsregering bildades.

### Mellankrigstiden 1996–1999

Charles Taylor.

Övergångsregeringen leddes från den 3 september 1996 till den 2 augusti 1997 av Ruth Perry. Hon blev därmed den första kvinnan att inneha en presidentpost i Afrika.
År 1997 avslutades inbördeskriget och ett val genomfördes, där Charles Taylor blev vald till president och hans parti National Patriotic Party, NPP, som bildats ur rebellgruppen NPFL, 75 procent av rösterna. Freden var skakig med upprätthölls med hjälp av ECOWAS fredsbevarande styrkor. När styrkorna lämnade Liberia i början av år 1999 dröjde det inte länge innan rebellgruppen Liberians United for Reconciliation and Democracy, LURD, i landets norra delar utlöste nya strider.

### Andra inbördeskriget 1999–2003
NPFL hade ända sedan år 1991, då Liberias inbördeskrig spillde över till Sierra Leone, stöttat rebellgruppen Revolutionary United Front, RUF, i Sierra Leone. Liberia blev på grund av detta allt mer diplomatiskt isolerat och den redan sargade ekonomin drabbades hårt när FN:s säkerhetsråd lade sanktioner mot landet.
År 2002 startade en landsomfattande kampanj och uppror mot Taylor som sågs som kriminell av stora grupper av befolkningen.
Året därpå, år 2003, kom rebellgruppen Liberians United for Reconciliation and Democracy, LURD, allt närmare huvudstaden Monrovia samtidigt som en annan rebellgrupp, Movement for Democracy in Liberia, MODEL, kom in i Liberia från Elfenbenskusten. Den större gruppen LURD fick stöd från grannlandet Guinea, den mindre och gruppen MODEL fick stöd från Elfenbenskusten. Under juni och juli 2003 pågick strider i Monrovia. Tusentals dog och 10 000-tals flydde. I inbördeskriget mördades 200 000 liberianer.

### Samtidshistoria

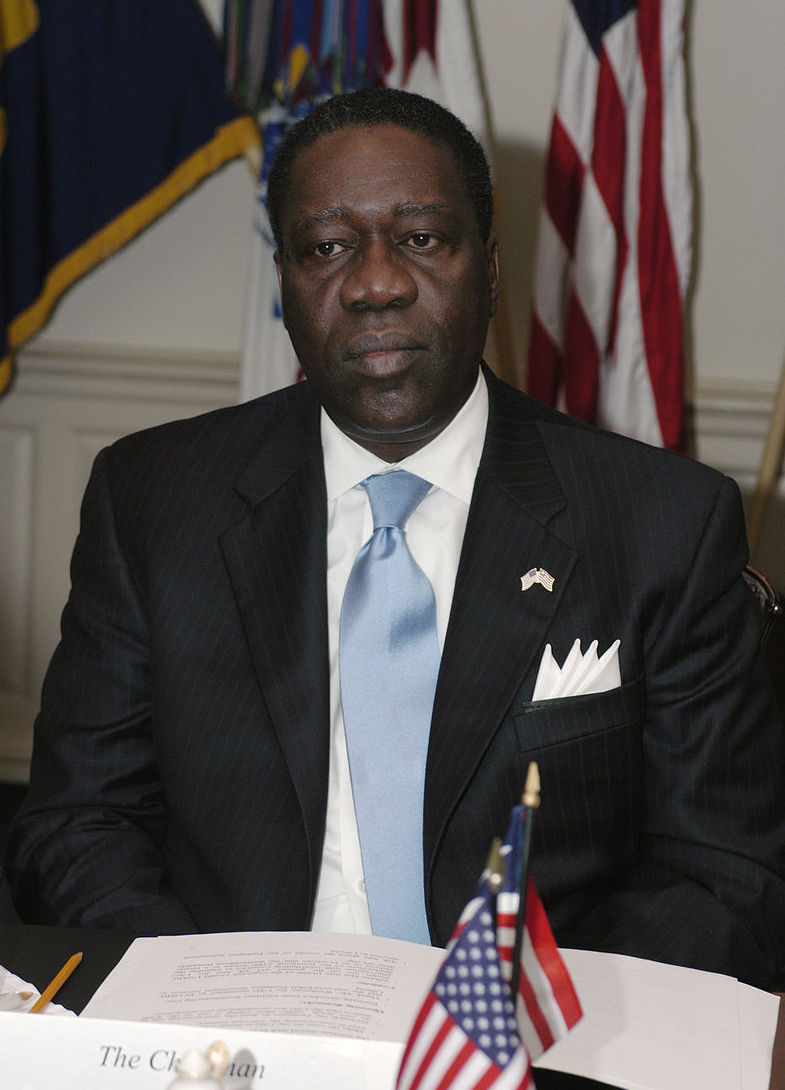
Gyude Bryant på besök i Pentagon den 10 februari 2004.
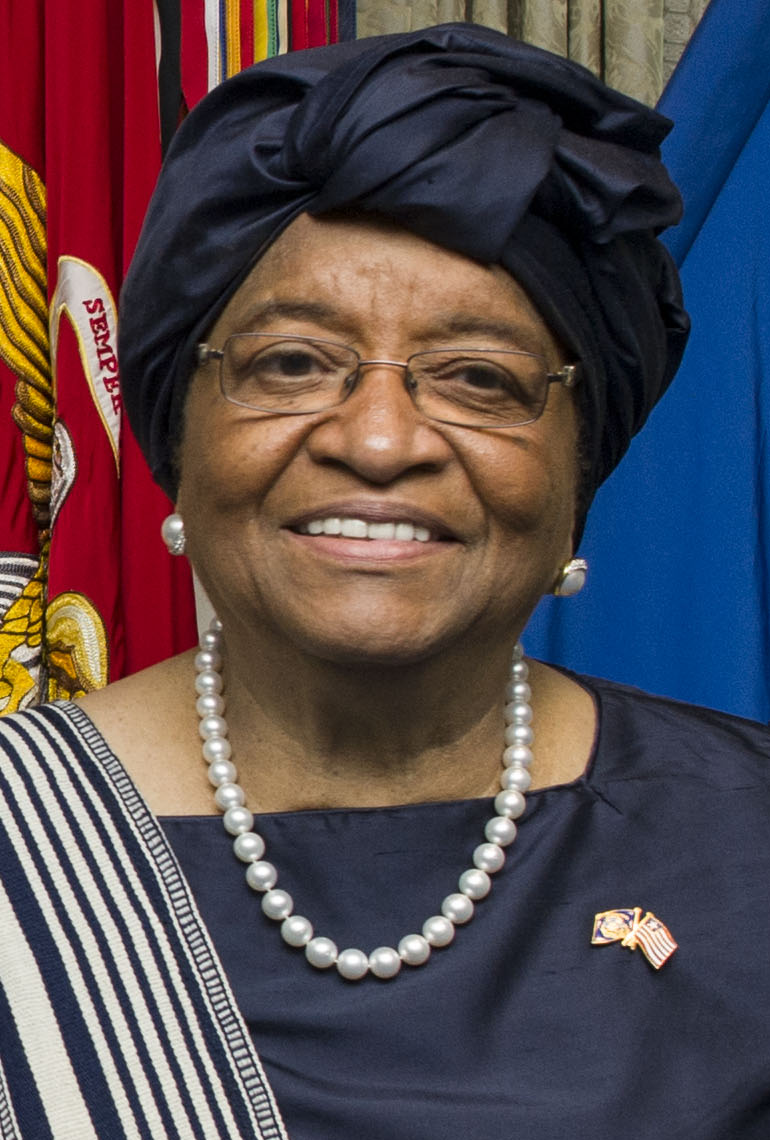
Ellen Johnson-Sirleaf på besök i Pentagon år 2015.
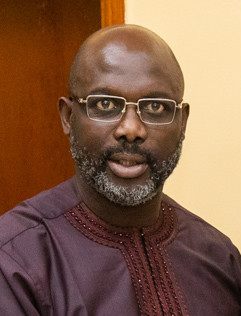
George Weah år 2019.

Under år 2003 påbörjades fredsförhandlingar i Accra, Ghana, och den 18 augusti undertecknades ett fredsavtal mellan Liberias regering, LURD och MODEL. Även ett antal politiska partier undertecknade avtalet. Då hade president Taylor redan flytt från Liberia, och interrimspresidenten Moses Blah hade tillträtt.
ECOWAS styrkor ECOMIL var kvar i landet till den 1 oktober då styrkorna avlöste av FN-styrkan UNMIL. En styrka som hade mandat från FN:s resolution 1509 som antogs den 19 september 2003. Den 14 oktober 2003 tillträdde Gyude Bryant som president för en övergångsregering. Med stöd av FN hölls presidentval år 2005. Valet vanns av Ellen Johnson Sirleaf, Liberias före detta finansminister. Hon blev också Afrikas första folkvalda kvinna på presidentposten. Hennes regering bestod främst av erfarna fackmän.
Efter valet greps Taylor och fördes genom Monrovia först till Freetown och sedan till Haag där han anklagades för brott mot de mänskliga rättigheterna och krigsbrott. I juni 2007 inleddes rättegången och han dömdes på både punkterna den 26 april 2012 eftersom han hjälpte och bistod rebellstyrkorna i Sierra Leone under inbördeskriget. En sannings- och försoningskommission tillsattes år 2006 med uppgiften att utreda brotten mot mänskliga rättigheter som begicks mellan åren 1979 och 2003. Ellen Johnson-Sirleaf omvaldes i presidentvalet år 2011, ett val som hölls strax efter att det blivit offentligt att Johnson-Sirleaf blivit tilldelad Nobels fredspris samma år. År 2014 drabbades Liberia hårt av ebolautbrottet i Västafrika. I juni år 2016 kunde landet förklaras fritt från epidemin.
I december 2017 vann förre fotbollsstjärnan George Weah presidentvalet och därmed blev han Liberias nästa president. George Weah är känd för att ha firat stora framgångar som spelare i AC Milan, Chelsea och franska Paris Saint-Germain. I Milan vann han bland annat Serie A och i Chelsea tog han hem en FA-cuptitel. Den 30 mars 2018 lämnade FN:s säkerhetsstyrkor UNMIL Liberia. Allmänna val till senaten genomfördes i december 2020. Valet rapporteras ha förlöpt under ordnade former. Senatorn från Lofa-regionen tilläts dock inte delta i arbetet i senaten då denne varit i en pågående rättsprocess på grund av anklagelser om stöld av offentliga medel som skulle ha skett under den tid han var försvarsminister. Högsta domstolen dömde den valda senatorn till fängelse i januari 2022, men senatorn hade redan lämnat landet. I presidentvalet 2023 besegrades Weah av Joseph Boakai, som sedan 22 januari 2024 är landets president.

## Geografi

### Topografi
Liberias topografi varierar kraftigt. Längs den 570 kilometer långa kustlinjen finns laguner och flodmynningar som är täckta av mangrove. Låglandet består av savann och sträcker sig 30-50 kilometer inåt landet. Gradvis förändras därefter landskapet till låga platåer och kullar klädda med regnskog. I norr, på gränsen till Guinea, finns höglandet Nimbamassivet där det högsta berget Mont Nimba i Elfenbenskusten och Guinea når 1752 meter över havet. Berggrunden är bestående av en urbergssköld av granit, gnejs och kristallina skiffrar. Sandsten och intrusiva bergarter återfinns längs kusten.

### Hydrografi
I nordväst återfinns floderna Mano och Morro. I öster och sydost finns floden Cavalla. Dessa floder är stora och utgör delar av Liberias gränser. Floden Lofa också den en stor flod och rör sig från norr till söder. Floderna St. Paul, St. John och Cestos flyter parallellt i en vinkelrätt linje mot kusten. I Farmington River finns vattenkraftverk. I de flesta floder finns vattenfall, forsar, klippor och sandbankar, vilket begränsar flodtrafiken. Längs kusten är det ofta problem med stora översvämningar under regnperioden.

### Klimat
Liberias klimat är varmt och fuktigt. Från november till april är det torrperiod och från maj till oktober är det regnperiod. I december blåser Harmattan från Sahara mot kusten. Problem med avskogning och torka i Sahel har lett att torrperioden förlängts med upp till en månad i vissa områden. Årsmedeltemperaturen varierar från 18 ° C i norra höglandet till 27 ° C längs kusten. Vid Cape Mount är årsnederbörden 5 200 mm, men minskar inåt landet till cirka 1 800 mm på den centrala platån. Under torrperioden har inlandet varma men behagliga dagar och svala nätter.

### Växt- och djurliv
I Liberia är det grönt året om. Det finns många värdefulla trädarter så som röd järnved, kamträ, whismore, teak och mahogny. Dessa är svåra att avverka då de ofta förekommer med andra arter. Andra värdefulla träd är gummi, kakao, kaffe och raffiapalmen. Regnskog täcker ungefär 35 procent av Liberia och finns i landets östra och västra områden. Liberia har mest bevarad regnskog i Västafrika. Skruvpalmer finns längs flodstränderna och vid skyddade lägen vid flodmynningarna finns Mangroveskogar. I områden i nordväst finns savannskogar som återkommande brinner ner, vilket gynnar fortsatt tillväxt.
Innan inbördeskrigen fanns ett överflöd av olika djur som apor, småantiloper, pygméflodhästar och myrslokar. Det fanns också hotade populationer av elefanter, korthornig buffel och leoparder. Under inbördeskrigen jagades dessa djur som mat, och år 2022 håller dessa populationer fortfarande på att återhämta sig. Det återfinns också ett stort antal reptilarter, däribland tre olika krokodiler och åtta giftiga ormar. Det finns flera unika arter av fladdermöss och fåglar.

### Miljöproblem
Några av Liberias miljöproblem är avverkning av den tropiska regnskogen med åtföljande jorderosion och minskad biologisk mångfald samt förorening av vattnet genom oljeutsläpp och utsläpp av orenat avloppsvatten. Industriernas utsläpp förorenar landets floder och Liberia har problem med hanteringen av sopor. Det förekommer även jakt på hotade djurarter. Liberia har skrivit under, men inte ratificerat, två internationella miljöavtal.
Sapo nationalpark, i sydöstra Liberia, grundades år 1983. Parken har regnskog, träskmarker och ett rikt växt- och djurliv. Sapo nationalpark används som modell för miljöns bevarande i resten av Liberia. År 2003 utökades nationalparken till att omfatta ett område på cirka 1 800 kvadratkilometer. Gola Forests nationalpark och Grebo-Krahns nationalpark upprättades 2016 respektive 2017 och arbete pågår (2023) med att inrätta flera nationalparker.
Då ekoturism sågs som en potentiell tillväxtindustri utvidgades de skyddade naturområdena under 2000-talet med naturreservat i Gola National Forest, Wonegizi National Forest Reserve och Lake Piso.

## Styre och politik

### Konstitution och styre
Konstitutionen är från år 1986. Av den framgår att Liberia har president- och enhetsrepublik.
Presidenten är statschef, regeringschef och överbefälhavare. Presidenten väljs genom allmänna val med en mandatperiod på sex år. Presidenten kan omväljas.
Liberias parlament har två kammare. Parlamentet har uppdraget att vara lagstiftande. Senaten har 30 ledamöter som väljs i allmänna val vart nionde år och representanthuset har 64 ledamöter dom väljs i allmänna val vart sjätte år.

### Administrativ indelning

Liberia är indelat i 15 regioner (counties): Bomi, Bong, Gbarpolu, Grand Bassa, Grand Cape Mount, Grand Gedeh, Grand Kru, Lofa, Margibi, Maryland, Montserrado, Nimba, River Cess, River Gee och Sinoe. Dessa är i sin tur indelade i distrikt och därefter klaner.
Liberia är ett centraliserat land, men år 2012 antogs en decentraliseringsreform och år 2018 antogs en ny lag, Local Government Act (LGA), i syfte att åstadkomma ytterligare decentralisering.
Enligt Liberias konstitution ska varje region ledas av en superintendent, som har administrativa befogenheter. Denne utses av presidenten. I varje region finns också ett County Service Centers. Dessa ansvarar för vissa offentliga tjänster så som vigselbevis, födelsebevis, affärstillstånd, körkort och andra tillstånd och tjänster som efterfrågas i regionerna. Ytterligare decentraliseringsnivåer finns i form av administrativa distrikt, hövdingadömen, klaner och allmänna städer.

### Politik
Det politiska systemet är utformat enligt amerikansk modell och landet styrdes under nästan 100 år, från år 1877 till 1980, av True Whig-partiet, ett parti som bestod av ättlingar till amerikanska slavar. Mellan åren 1990 och 2004 var inga politiska organ i normal verksamhet som en följd av det pågående inbördeskriget. En övergångsregering tog över landets styre 2003 och år 2005 hölls val.
År 2017 hölls det första valet som Liberia själva arrangerat sedan inbördeskriget. Vissa problem rapporterades av EU:s valobservatörer, men valet godkändes och ett nytt parti och en ny president tog över landets styre.

### Internationella relationer
Liberia har ända sedan grundandet mottagit stora bistånd från USA. Världsbanken avslutade samarbetet med Liberia år 1989 och landet nekas stöd av Internationella valutafonden.

## Ekonomi och infrastruktur
Mellan åren 2000 till 2020 har Liberias BNP-tillväxt varit kraftig med en ökning från 874 miljoner dollar till 3,2 miljarder dollar. Trots utvecklingen är landet fortsatt en av världens fattigaste länder och är beroende av utländskt bistånd.
Inbördeskrigen i Liberia gjorde att den ekonomiska och sociala utvecklingen som funnits i det redan underutvecklade landet raserades och de materiella och mänskliga förlusterna var stora. Innan krigsutbrottet var landet ekonomiskt splittrat. En minoritet kontrollerade naturresurserna liksom statsförvaltningen och den offentliga sektorn medan majoriteten livnärde sig på jordbruk. Efter militärkuppen år 1980 förändrades förhållandena och den politiska eliten, americo-liberianerna, förlorade makt och ekonomiskt inflytande. Under krigen försvagades deras makt än mer då rebellgrupperna tog kontrollen över den ekonomiska aktiviteten som trots allt fortlöpte under krigstiden. Men större delen av den formella ekonomiska verksamheten, som exempelvis utvinningen av järnmalm och tillverkningen av gummi, upphörde som en följd av kriget. Under början av 1990-talet fortsatte viss verksamhet för att finansiera kriget och då i de områden som kontrollerades av NPFL. Efter att Ellen Johnson Sirleaf tillträdde som president år 2006 var en del av hennes arbete att få ordning på landets ekonomi. År 2010 hade hon lyckats få hela utlandsskulden avskriven samt säkrat utländska investeringar i landet för miljontals dollar.
Liberia är ett land med stor handelsflotta eftersom man kunde registrera sina skepp till ett lågt pris där, så kallade bekvämlighetsflagg.

### Näringsliv
| Sektor   | Andel av BNP  | Andel av arbetskraften |
| -------- | ------------- | ---------------------- |
| Jordbruk | 34 % (2017)   | 70 % (2000)            |
| Industri | 13,8 % (2017) | 8 % (2000)             |
| Service  | 52,2 % (2017) | 22 % (2000)            |

#### Jord- och skogsbruk
Liberia har god tillgång till vatten och skog. Dessutom är klimatet lämpligt för jordbruk. De viktigaste grödorna som odlas för försäljning är naturgummi, kaffe och kakao. Palmolja är en växande exportvara.
Bland de viktigaste jordbruksprodukterna som odlas för mat återfinns kassava och ris. Per år 2022 var Liberia fortsatt beroende av import av mat, då den inhemska produktionen inte var tillräcklig.

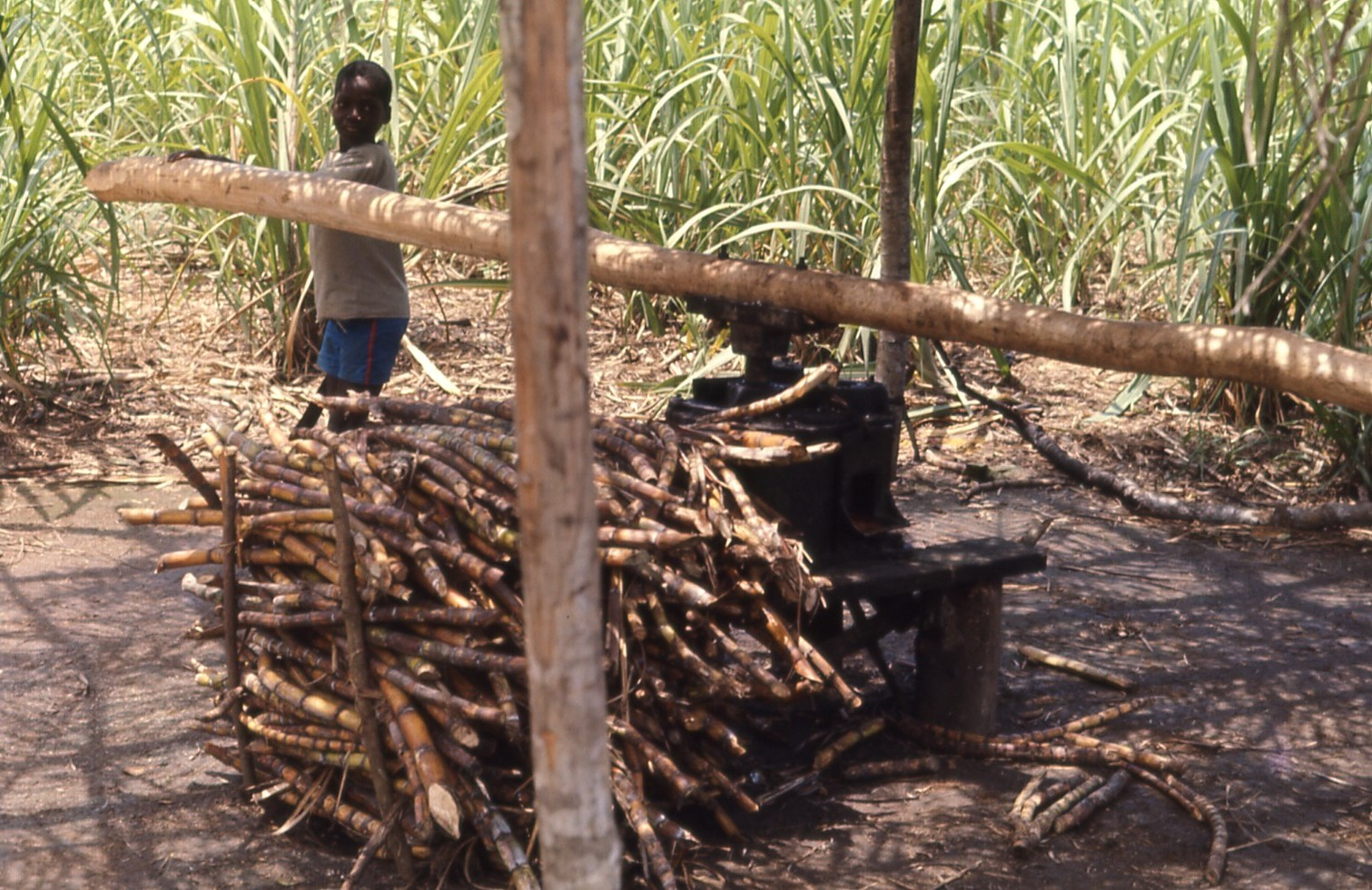
En ung pojke arbetar med socker.

Liberia större skogsreserver som totalt omfattar cirka 3 miljoner ha. Sedan 1960-talet har avverkningen för export ökat. Under inbördeskriget avverkades skogen okontrollerat vilket ledde till att FN:s säkerhetsråd år 2003 förbjöd export av virke från landet. Förbudet upphävdes efter tre år. Fortsatt används en stor andel av den avverkade skogen som brännved. Svedjebruk är även det fortsatt vanligt, vilket varje år förstör stora arealer.

#### Energi och råvaror
Ungefär 12 procent av befolkningen hade tillgång till elektricitet år 2019. I urbana områden var siffran högre, omkring 18 procent, men på landsbygden hade endast 6 procent av invånarna tillgång till elektricitet. 57 procent av elektriciteten producerades med hjälp av fossila bränslen, enligt uppgifter från år 2016 resterande andel producerades med hjälp av vattenkraft. Det stora vattenkraftverket Mount Coffee Dam togs i bruk år 1967, men efter att rebellgrupper tog kontroll över dammen år 1990 missköttes den och brast. Därefter plundrades anläggningen på all utrustning. Med hjälp av utländska investerare, vilka bland annat inkluderar Europeiska investeringsbanken och Norges Utrikesdepartementet kunde anläggning åter tas i bruk år 2016.
Liberia har rika naturtillgångar i form av järnmalm, timmer, diamanter, guld och vattenkraft. En av de bakomliggande orsakerna till landets två inbördeskrig har varit just kontrollen över naturtillgångarna. Den första järnmalmsgruvan öppnade i Bomi Hills år 1951 och under 1970-talet var Liberia en av världens största exportörer av järnmalm. På gränsen mot Sierra Leone, vid floden Mano, ligger Liberias största fyndighet av järnmalm. Under inbördeskriget var diamanter och guld de enda naturtillgångar som bröts. Under perioden 2001 till 2007 förbjöd FN:s säkerhetsråd all export av diamanter som en följd av den omfattande smugglingen av diamanter.

#### Industri
Guld och diamanter utvinns genom placerbrytning och järnmalm genom dagbrottsbrytning. Man fortsätter bryta guld och diamanter på traditionellt vis och i liten skala.
Inom tillverkningsindustrin ägs de flesta företagen av privata, utländska aktörer. Majoriteten av tillverkningen riktar sig till den lokala marknaden. En cementfabrik och ett petroleumraffinaderi finns i närheten av Monrovia. Andra tillverkningsföretag verkar inom sektorerna sprängämnen, färg, läkemedel och kosmetika. Det tillverkas också tegel, kakel, cementblock, timmer och möbler liksom tvål och skor. I Liberia finns det också flera destillerier.

#### Tjänster och turism

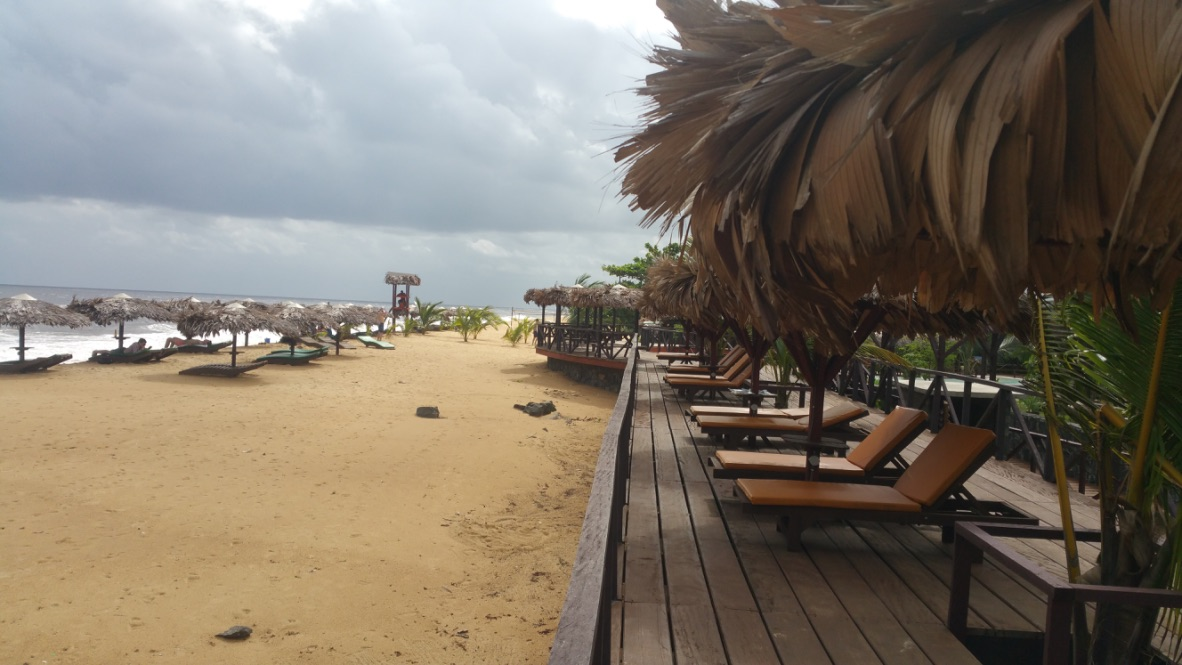
Stranden i Monrovia.

Liberia har potential att locka turister, men instabilitet och inbördeskriget har förhindrat den utvecklingen. Landets turistanläggning är belägen i nära anslutning till stränderna i Monrovia och Robertsport samt i närheten av Pisosjön. Kulturella sevärdheter som Monrovia Zoo och National Cultural Center i Kendeja, förstördes eller plundrades under inbördeskrigen. Bland kvarvarande populära turistmål återfinns Providence Island i närheten av Monrovia och Kpatawee-vattenfallen vid Zorfloden i närheten av Suakoko.

### Handel
Liberia är medlem i två regionala handelsavtal- Mano River Union och ECOWAS. Mano River Union är ett frihandelsavtal med Sierra Leone och Guinea.
En stor del av Liberias export går till USA och EU. En starkt övervägande majoritet av exportintäkterna kan hänföras till gummi följt av guld, diamanter, kaffe och kakao. De främsta importvarorna är petroleumprodukter och mat, men också maskin- och transportvaror, dryck, tobak och kemikalier. Främst importeras produkter från asiatiska länder som Sydkorea, Kina och Japan.
Enligt uppgifter från år 2019 var bytesbalansen negativ och enligt uppgifter från år 2022 kämpade landet med att återbetala stora utlandsskulder.

### Infrastruktur

#### Transporter
| Transportnät | Antal           | Varav                  |
| ------------ | --------------- | ---------------------- |
| Flygplatser  | 29 st (2013)    | 2 var asfalterade      |
| Järnväg      | 429 km (2008)   |                        |
| Vägnät       | 10600 km (2018) | 657 km var asfalterade |

Nära Monrovia ligger landets två stora flygplatser, Robertsfield International och James Spriggs Payne Airport. Men landet har också mer än 100 flygfält i inlandet.
Järnvägarna byggdes var att transportera järnmalm. Dessa knyter ihop gruvorna med Monrovia och Buchanan varifrån malmen exporteras.
Väldigt få vägsträckor var asfalterade i Liberia, enligt uppgifter från år 2022. Huvudvägarna förbinder landets administrativa och ekonomiska centrum och knyter an till grannländernas vägsystem. Vägarna inne i Monrovia samt en huvudled från Ganta till Buchanan var i bättre skick än resten av vägnätet. Men trafiksituationen med avsaknad av trafikljus, övergångsställen, trottoarer och vägbelysning gjorde att trafiksituationen inne i huvudstaden var farlig.

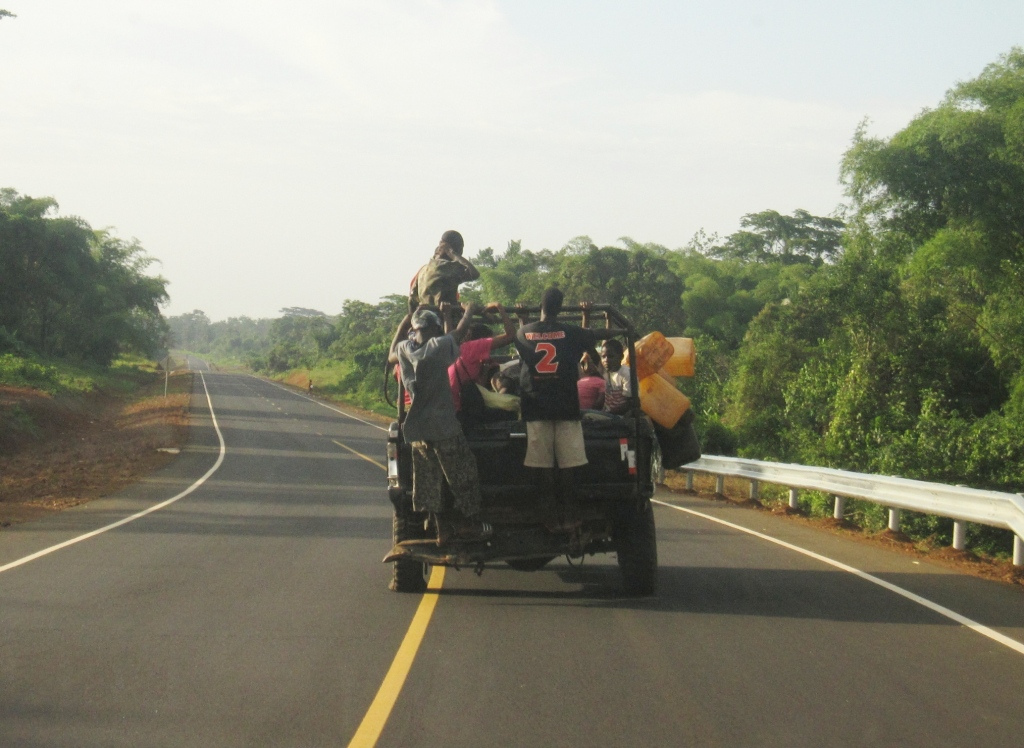
Monrovia år 2011.

Många vägar och broar skadades under kriget medan andra försummats eller blivit förstörda under någon av de årliga regnperioderna. Detta kunde leda till många omvägar för att ta sig fram. Generellt var vägarna i mycket dåligt skick samtidigt som fordon ofta var överlastade och inte signalerade till medtrafikanter. Allvarliga trafikolyckor var mycket vanliga.
Samtliga hamnar i Liberia administreras av National Port Authority of Liberia och den främsta kommersiella hamnen återfinns i huvudstaden Monrovia. Den har anläggningar för att kunna lasta om järnmalm så väl som flytande latex. Järnmalmen från Nimba Range skeppas från Buchanan och transport av gummi och skogsprodukter skeppas företrädesvis från hamnarna i Greenville och Harper.

#### Telefoni och Internet
Infrastrukturen och telefonnätet förstördes under inbördeskriget, vilket gjort att människor förlitat sig till mobilnätet i stor utsträckning. Det rådde, enligt uppgifter från år 2022, en god konkurrenssituation bland mobiloperatörerna. Att använda internet var dyrt och hastigheten låg, därför användes inte internet i någon större utsträckning.

#### Utbildning
| Läs- och skrivkunnighet      | 2017   |
| ---------------------------- | ------ |
| Andel av befolkningen >15 år | 48,3 % |
| Andel av män > 15 år         | 62,7 % |
| Andel av kvinnor > 15 år     | 34,1 % |

Utbildning för barn mellan 7 och 16 år är obligatorisk, och har så varit sedan år 1939. Utbildningen i primär- och sekundärskolan är gratis. Primärskolan består av sex år och sekundärskolan är även den sex år, men fördelad på två perioder. Tillförlitliga uppgifter om hur många som faktiskt börjar skolan saknas.
Under inbördeskriget förstördes majoriteten av landets skolor och universitet samtidigt som eleverna flydde landet. Sedan fredsavtalet undertecknades år 2003 har Liberia börjat bygga upp landets utbildningssystem. Högre utbildning tillhandahålls vid University of Liberia som finns i Monrovia, Cuttington University College i Suakoko och William V.S. Tubman College of Technology i Harper. Det finns flera yrkesskolor, däribland den statliga skolan Booker Washington Institute i Kakata.

## Befolkning

### Demografi

#### Minoriteter
Befolkningen tillhör en mängd olika afrikanska stammar. Kpelle är den största folkgruppen med 20,2 procent av invånarna 2022.
Liberias folk kan delas in i tre huvudgrupper; ursprungsbefolkningen, svarta immigranter USA och Västindien samt andra svarta invandrare.
Ursprungsbefolkningen är i majoritet. Dessa kommer ursprungligen från Sudan men migrerade till området som nu utgör Liberia under senmedeltiden. Americo-liberianska folket är det historiska namnet på de svarta immigranterna från USA och Västindien. Americo-liberianerna förknippas med att de grundade Liberia. Majoriteten av dessa migrerade till Liberia under perioden 1820 till 1865. Fortsatt migrering har varit intermittent. Fram till militärkuppen år 1980 var den också Americo-liberianerna som kontrollerade regeringen. Övriga svarta invandrare migrerade inledningsvis till Liberia från angränsande Västafrikanska länder i samband med kampanjen mot det europeiska kolonialstyret och mot slavhandeln.
De etniska grupperna delas sedan in efter språk; mande, kwa och mel. Alla språkgrupper tillhör språkfamiljen Niger-Kongo.
Mande-gruppen är företrädesvis bosatta i nordvästra och centrala Liberia, men återfinns också i Senegal, Mali, Guinea och Sierra Leone. Bland Mande-gruppen återfinns folken vai, kpelle, loma, ngbandi, dan (gio), mano, mende och malinke. Folket vai har skapat sitt eget alfabet och använder även arabiska och engelska. Folket kpelle är det största folket som tillhör mande-gruppen, dessa återfinns också i Guinea. Kpelle livnär sig som risodlande bönder och är organiserade i ett flertal olika hövdingadömen. Även loma återfinns i Guinea.
Kwa-gruppen är företrädesvis bosatta i Liberias södra delar och inkluderar folkgrupperna bassa, kry, grebo, den De, Belleh (Belle) och Krahn. Folket bassa är det största folket som tillhör folkgruppen kwa, det är också den största gruppen i Monrovia. Folken kru och grebo var bland de tidigaste grupperna att anamma kristendomen.
Mel-gruppen är företrädesvis bosatta i norr och i kustregionen i nordväst. Mel-gruppen inkluderar folken gola och kisi, som även återfinns i Sierra Leone. Dessa folk är kända för att vara de äldsta invånarna i Liberia.

#### Migration
Under inbördeskrigen flydde ungefär 700 000 av landets dåvarande 3,3 miljoner invånare till grannländerna. I de flyktingläger som upprättades inom landet hade 500 000 personer bott. Men efter att landet stabiliserades har Liberia också tagit emot flyktingar från närliggande länder. Under år 2011 byggde UNHCR upp flyktingläger, riktade till flyktingar från inbördeskriget i Elfenbenskusten, i närheten av staden Bahn i östra Liberia. Då befann sig redan 25 000 flyktingar från Elfenbenskusten i landet. Mellan åren 2010 och 2014 beräknades 220 000 ivorianer ha sökt skydd i Liberia.
I slutet av år 2020 sökte 18 890 flyktingar, varav en majoritet från Elfenbenskusten, Mali, Centralafrikanska republiken, Sydsudan, Syrien, Pakistan och Libanon, skydd i Liberia. Med stöd av UNHCR sökte man hitta hållbara lösningar, vilka kom att fokusera på frivilligt återvändande för ivorianerna. Den alternativa lösningen fokuserade på att integrera flyktingarna i Liberia.

### Språk
Engelska är landets officiella språk och talas av 20 % av befolkningen. Övriga talar något av ungefär 20 lokala språk, varav ett fåtal finns som skriftspråk.

### Religion
Kristna utgör 85,5 % av befolkningen. Den resterande delen består av Muslimer 12,2 %, Inhemska religioner 0,5 %, Icke anslutna 2,5 % samt Övriga religioner 0,1 %. Religionsfrihet garanteras av lagen. Under år 2015 var det dock långtgående debatter om att införa kristendom som statsreligion, men detta förslag slopades senare av president Ellen Johnson Sirleaf. Den efterträdande presidenten George Weah har försökt minska spänningar mellan olika religiösa grupper genom att besöka både kyrkor och moskéer.
En stor andel av de kristna tillhör oberoende afrikanska kyrkor. Protestantiska kyrkor är vanligast bland de kyrkor som härstammar från väst. Ett flertal av landets presidenter har varit pastorer. De flesta muslimer är bosatta i landets nordvästra delar. Muslimerna har i perioder varit utsatta för trakasserier av den kristna eliten.
Folkgrupperna som tillhör Mende-gruppen har till stor del behållit de traditionella afrikanska religionerna. Gemensamt för folkgrupperna är de hemliga sällskapen poro, för män, och sande, för kvinnor. De hemliga sällskapen har betydande roller som utbildningsinstitutioner men har också politiska, juridiska och religiösa funktioner.

### Sociala förhållanden

#### Hemliga sällskap
I Liberia, liksom i Sierra Leone och Guinea, finns de hemliga samfunden poro, för män, och sande, för kvinnor. Samfunden har en tydlig hierarkisk struktur och leds av zóo-ŋa - medicinmän - som anses besitta övernaturliga krafter.
Alla som tillhör ett landsbygdssamfund blir invigda i samfunden genom en övergångsritual vid övergången från barn till vuxen. Övergångsritual kan vara från några dagar till flera år. Exkluderande är personer med psykiskt funktionshinder, psykisk sjukdom och personer som inte genomgått övergångsritualen. Kristna och muslimer är välkomna in sällskapen.
Övergångsritualen består av en bushskola där pojkar rituella blir slukade av "skogsanden" eller "djävulen" (ŋamù) och flickor slukas av dess kvinnliga motsvarighet, zèγele- både flickor och pojkar blir därefter ärrade för att visa att de genomgått ritualen. Pojkar blir omskurna och flickor blir könsstympade. Det ingår också utbildning, pojkar lär sig om stamhistoria, krigföring, hantverk, jordbruk och medicin medan flickor lär sig hushållskunnande, jordbruk, barnuppfostran och medicin. Medlemmar svär på sitt liv att hålla sällskapets hemligheter endast inom sällskapen.

#### Kvinnor
Könsstympning var, enligt uppgifter från år 2019, tillåtet enligt lag. Ungefär hälften av alla kvinnor var utsatta. Få kvinnor hade politiska uppdrag, detta gällde både i parlamentet och riksdagen. Det förekom också rapporter om kvinnor på landsbygden som anklagades för häxeri och därför utsatts för tortyr.
Abort var tillåtet, men endast vid fara för mammans liv, incest och våldtäkt. Våldtäkt inom äktenskap var inte kriminaliserat, och könsrelaterat våld var vanligt men ledde sällan till straff.

#### Barn
Barnarbete är i lag förbjudet, men var ändå vanligt förekommande, enligt uppgifter från år 2019. Bland barn mellan fem och 14 år utnyttjades 21 procent för barnarbete. Undernäring bland barn var väldigt vanligt, hos 33 procent av barnen under fem år var problemen så stora att de gett hjärnskador, så kallad stunting. Aga var mer regel än undantag, 90 procent av barnen mellan ett och 14 år uppgavs ha upplevt aga den senaste månaden. Våldtäkter mot barn var mycket vanligt, ofta i utbyte mot mat, betyg eller pengar. Barnäktenskap uppgavs vara kriminaliserat men nio procent av flickorna var gifta innan de fyllt 15 år och 36 procent av flickorna var gifta innan de fyllt 18 år.

#### HBTQ
Samkönade sexuella relationer var kriminaliserade, enligt uppgifter från år 2019. Stigmat kring HBTQ-personer var stort och risken att bli utsatt för olika typer av hatbrott var överhängande. HBTQ-personer hade svårt att få hjälp från polisen liksom svårt att gå tillgång till sjukvård, arbete, utbildning och bostäder.

### Hälsa

#### Psykisk hälsa
Liberia är ett av de länder i världen med högst antal personer som lider av posttraumatiskt stressyndrom, PTSD. Detta som en följd av den långa perioden med krig i landet. Många barn rekryterades som barnsoldater under krigen och många av dessa led år 2022 fortsatt av svåra trauman och missbruk som följd. Enligt WHO:s uppskattningar från år 2016 led 15-20 procent av befolkningen av mild till måttlig psykisk ohälsa och 3-4 procent led av svår psykisk ohälsa.

#### Fysisk hälsa
Aids är ett stort hälsoproblem och 2015 levde 1,17 % av den vuxna befolkningen med hiv eller aids.
| Hiv och aids          | 2020   |
| --------------------- | ------ |
| Andel av befolkningen | 1,1 %  |
| Antal                 | 35 000 |
| Dödsfall per år       | 1 300  |
| Fetma                 | 2016   |
| Andel av befolkningen | 9,9 %  |
| Undervikt hos barn <5 | 2020   |
| Andel av befolkningen | 10,9 % |

De vanligaste dödsorsakerna i Liberia, enligt uppgifter från år 2019, var neonatala tillstånd följt av tuberkulos och nedre luftvägsinfektioner. Andra vanliga dödsorsaker var mässling och malaria. Liberia drabbades hårt av ebolautbrottet i Västafrika 2014, men epidemin förklarades avslutad i landet år 2016.

## Kultur

### Massmedia
Det finns både privatägda och statliga medier i Liberia. I början av år 2019 undertecknade president George Weah en ny pressfrihets lag som skulle garantera ökad mediefrihet genom att avkriminalisera förtal av presidenten, uppvigling och illvilja. Trots det har upprepade attacker mot mediepersonal rapporteras och presskåren har gått samman i en gemensam skrivelse riktad till FN:s generalsekreterare och larmat om problemen.

#### Press och förlag
Det finns ett dussintal tidningar som publiceras regelbundet, däribland de tre privatägda tidningarna The New Dawn, Daily Observer och FrontPage Africa. Men kretsen tidningsläsare begränsas av den låga läskunnigheten i landet liksom problemen med tidningsdistribution. År 2014 mottog tidningen FrontPage Africa Reportrar utan gränsers pressfrihetspris i kategorin media med motivering en att de "har visat att högkvalitativ undersökande journalistik är möjlig även i länder där regeringen hotar journalister". Fyra år senare, i april 2018, greps hela personalen på tidningen och den ansvarige utgivaren hotades med fängelse av en minister efter att tidningen publicerat en artikel där man ifrågasatte statliga utgifter.

#### Radio och television
Den främsta nyhetskällan i Liberia är radio och det finns ett stort antal kommersiella radiokanaler, framförallt i Monrovia. Bland radiokanaler märks statligt ägda Liberian Broadcasting System, LBS, FN:s UNMIL Radio, kristna kanalen ELWA samt privatägda Sky FM. Det finns en handfull TV-stationer, däribland de privatägda kanalerna Clar TV, Power TV, DC TV, Real TV och den statliga kanalen Liberian Broadcasting System, LBS.

### Konstarter

#### Bildkonst
Den traditionella konsten och konsthantverket i Liberia är bundna till hemliga sällskap som exempelvis poro och sande. Dessa tillverkar masker och skulpturer som personifierar förfäder och andar. Konsten skärs ut ur ett enda stycke trä, men vissa masker tillverkas också av tyg eller djurhudar som dekoreras med metall och elfenben. Bland dessa återfinns också kristna och islamiska former. Konsten i allmänhet kännetecknas av former som liknar människor och djur i realistisk och idealiserad stil eller abstrakt expressionistisk stil.

### Traditioner

#### Helgdagar och högtider
Den största högtiden är landets nationaldag, självständighetsdagen, som firas den 26 juli. I Liberia firas många högtider enligt amerikansk tradition som exempelvis nyårsafton 1 januari och thanksgiving under hösten. Julafton firas utan julklappar och julgranar den 25 december. En tradition som inte är amerikansk är det årliga firandet av tidigare och nuvarande presidenters födelsedagar. Hela landet firar dock inte samtliga presidenters födelsedagar istället turas varje distrikt om att fira en presidents födelsedag per år. Det största är att få fira den sittande presidentens födelsedag på grund av den extra inkomst och publicitet distriktet då får. Födelsedagarna som firas är:
- J.J. Roberts den 15 mars
- William V.S. Tubman den 29 november
- William R. Tolbert, Jr. den 13 maj
- Samuel Doe den 6 maj
- Charles Taylor den 29 januari[68]

#### Matkultur
Sedan inbördeskriget började har Liberia haft svårt att producera tillräckligt med mat till sin befolkning. Stapelvarorna inkluderar ris, sockerrör och kassava som odlas för eget bruk, ris äts flera gånger per dag. Kassavabladen, liksom potatisbladen, kokas och äts som tillbehör. Som vanligt tillbehör räknas även palmolja eller palmsmör. Av palmnöten tillverkas vin. Fufu är en deg som serveras till soppor. Nationalrätten är getsoppa, den serveras vid större högtider.

#### Kultursymboler och viktiga personligheter

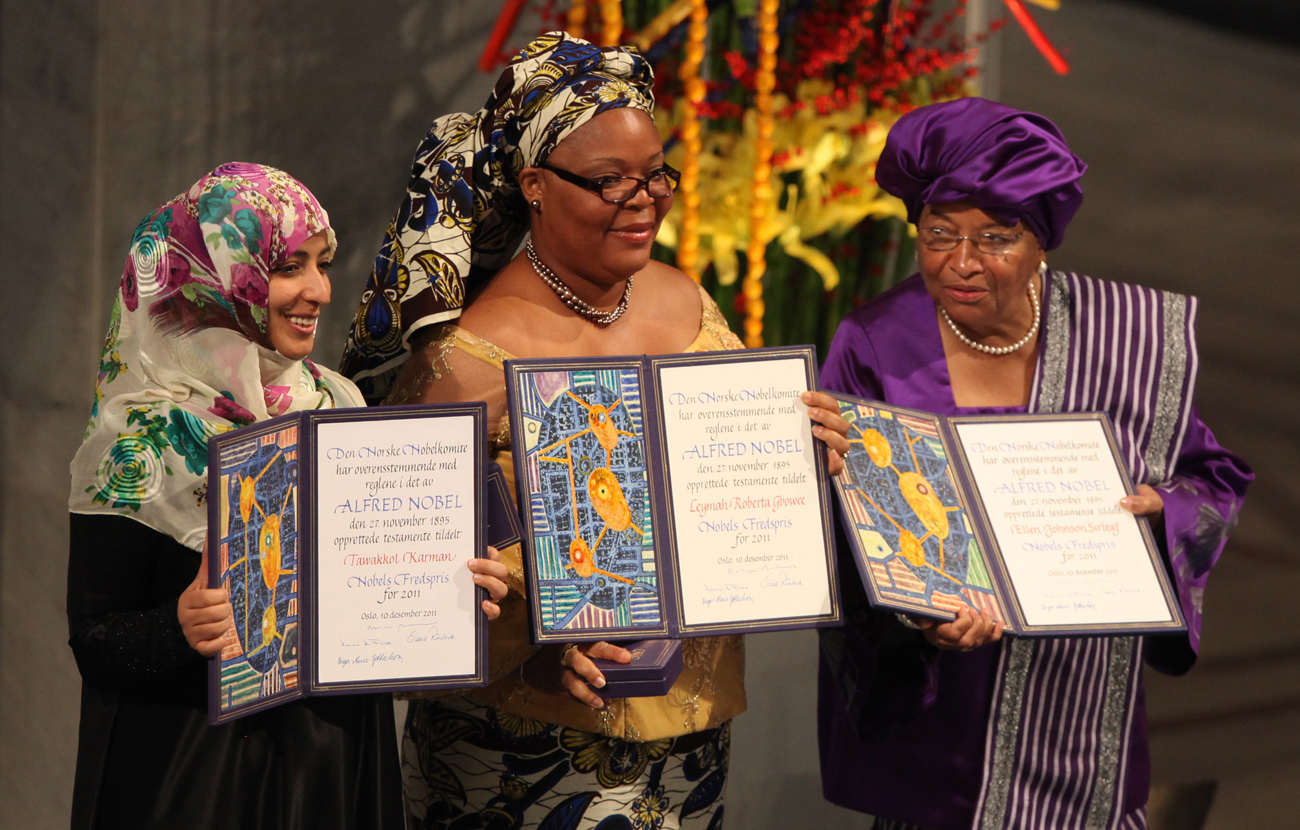
Tawakkul Karman, Leymah Gbowee och Ellen Johnson Sirleaf vid nobelprisutdelningen år 2011.

År 2011 tilldelades Ellen Johnson-Sirleaf Nobels fredspris och var också Afrikas första direktverkande kvinnliga president. Hon delade nobelpriset med två andra kvinnor, varav den ena var liberianska traumaterapeuten Leymah Gbowee.

### Idrott
Fotboll är den populäraste sporten i Liberia och varje år anordnas ett distriktsmästerskap. Även universiteten The University of Liberia och Cuttington University College anordnar årliga mästerskap i fotboll. Den mest kände fotbollsspelaren är, senare presidenten, George Weah som varit med och finansierat det liberianska fotbollslandslaget Lone Stars. År 2004 blev liberianen Izetta Sombo Wesley den första kvinnan i Afrika att leda ett nationellt fotbollslag, när hon blev ledare för Liberia Football Association.

## Internationella rankningar
| Organisation                                | Undersökning                   | Bedömning                                   | Rankning   |
| ------------------------------------------- | ------------------------------ | ------------------------------------------- | ---------- |
| Heritage Foundation/The Wall Street Journal | Ekonomisk frihet-index 2019    | 52,2 (Repressed)                            | 160 av 180 |
| Reportrar utan gränser                      | World Press Freedom Index 2019 | 31,49 (0 är bäst)                           | 93 av 180  |
| Transparency International                  | Korruptionsindex 2018          | 32 (0 är väldigt korrupt, 100 väldigt rent) | 120 av 180 |
| FN:s utvecklingsprogram                     | Human Development Index 2018   | 0,465 - Low human development               | 176 av 189 |
| The Economist                               | Demokratiindex 2018            | 5,35 - Hybrid regime (10 är bäst)           | 93 av 167  |